# Ou centenar
Oul centenar sau Pidan (chineză: 皮蛋; pinyin: pídàn), cunoscut și sub numele ou conservat, ou de o sută de ani, ou de o mie de ani, ou de mii de ani sau ou negru, este o delicatesă chinezească preparată prin conservarea ouălor de rață, găină sau prepeliță într-un amestec de argilă, cenușă, sare, var nestins și coji de orez pentru câteva săptămâni până la câteva luni, în funcție de metoda de prelucrare.
Prin acest proces, gălbenușul își schimbă culoarea în verde închis spre gri și consistența în una cremoasă, cu o aromă puternică datorată prezenței hidrogenului sulfurat și amoniacului, în timp ce albușul devine ca un jeleu maro închis, translucid, cu gust sărat. Agentul de transformare a oului centenar este o sare alcalină, care ridică treptat pH-ul oului la aproximativ 9-12 în timpul procesului de conservare. Acest proces chimic descompune unele proteine complexe și grăsimi fără gust într-o varietate de compuși aromatici de dimensiuni mai mici.
Unele ouă prezintă modele pe suprafeța albușului, asemănate unor ramuri de pin, fapt care a dus la apariția unuia din numele sale în limba chineză, ou cu model de pin.

## Istoric
Metoda de preparare a ouălor centenare a venit din necesitatea de a păstra ouăle în vremurile îmbelșugate prin acoperirea lor cu lut alcalin, metodă care este similară cu unele găsite în culturi occidentale. Lutul se întărește în jurul oului și duce la conservarea și formarea de ouă centenare în loc de alterare.
Potrivit unora, tradiția ouălor centenare are peste cinci secole. Se crede că descoperirea sa a avut loc cu aproximativ 600 de ani în urmă, în Hunan, în timpul dinastiei Ming, atunci când un om a descoperit ouă de rață într-o baltă de mică adâncime cu hidroxid de calciu, care fusese folosită pentru mortar în timpul construcției casei sale cu două luni înainte. Când le-a gustat, persoana respectivă a hotărât că vrea să facă mai multe — de data aceasta însă, cu adaos de sare pentru a le îmbunătăți gustul — ceea ce a dus la rețeta actuală de ouă centenare.

## Metodă de preparare

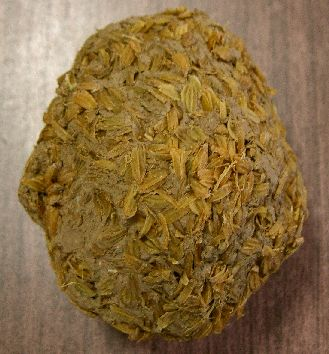
Ou centenar acoperit într-un amestec caustic de noroi și pleavă de orez

### Metoda tradițională
Metoda tradițională pentru producerea de ouă centenare a fost dezvoltată prin îmbunătățirea condițiilor primitive menționate mai sus. În loc de a folosi doar lut, este inclus un amestec de cenușă de lemn, oxid de calciu și sare, contribuind astfel la creșterea pH-ului și conținutului de sodiu. Adăugarea de oxid de calciu și cenușă de lemn la amestec scade riscul de deteriorare și crește viteza procesului. O rețetă pentru prepararea de ouă centenare începe cu infuzia a trei părți de ceai în apă clocotită. La ceai se adaugă trei părți de oxid de calciu (sau șapte, dacă procesul are loc în timpul iernii), nouă părți de sare de mare și șapte părți de cenușă de stejar, iar totul este amestecat într-o pastă moale. Fiecare ou este acoperit individual cu mâinile acoperite cu mănuși, pentru a proteja pielea de arsuri chimice. Ouăle sunt apoi date prin pleavă de orez, pentru ca să nu se lipească unul de altul, iar apoi sunt așezate în borcane acoperite cu pânză sau coșuri țesute strâns. Noroiul se usucă încet și se întărește, creând o crustă în câteva luni. Ouăle sunt apoi gata pentru consum.

### Metoda modernă

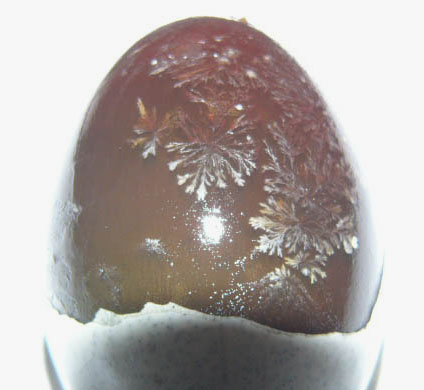
Oul centenar prezintă modele de fulg de zăpadă/ramură de pin (松花, sōnghuā). Aceste modele sunt dendrite ale diferitelor săruri.

Chiar dacă metoda tradițională este încă practicată pe scară largă, înțelegerea chimiei din spatele procesului de producție a ouălor centenare a dus la multe simplificări în rețetă. De exemplu, înmuierea ouălor crude într-o soluție de sare de masă, hidroxid de calciu și carbonat de sodiu pentru 10 zile, urmată de înfășurarea în plastic și conservarea pentru mai multe săptămâni, produce un efect similar cu metoda tradițională. Acest lucru se întâmplă pentru că reacția necesară pentru a produce ouă centenare este introducerea ionilor de hidroxid și sodiu în ou, indiferent de metoda utilizată.
Oxidul de plumb(II), un compus extrem de toxic, accelerează reacțiile care produc ouă centenare, ceea ce a dus la utilizarea inconștientă a acestuia de către unii producători. Astăzi, oxidul de zinc este recomandat ca alternativă. Deși zincul este esențial pentru viață, consumului excesiv poate cauza deficit de cupru, așadar produsul final ar trebui să aibă nivelul de zinc măsurat pentru siguranță.

## Utilizare

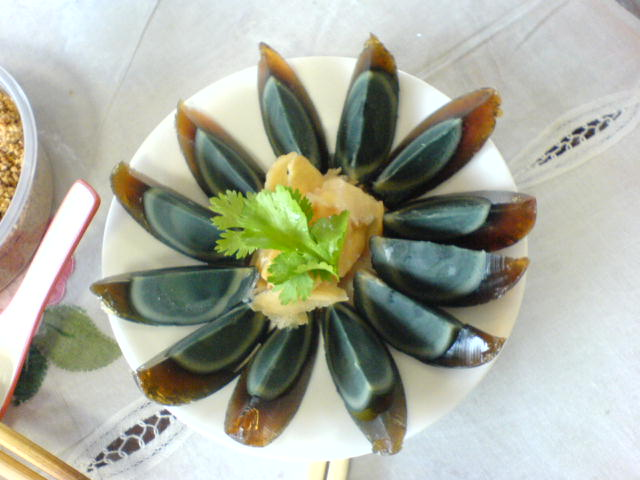
Ou centenar aranjat pe o farfurie

Ouăle centenar pot fi consumate fără nicio altă pregătire în afară de decojire și clătire — simple sau ca o garnitură. Ca hors d'oeuvre, cantonezii îmbracă bucăți de ou cu felii de rădăcină de ghimbir murat (uneori vândute pe băț de vânzători ambulanți). O rețetă din Shanghai amestecă ouăle tocate cu tofu rece. În Taiwan, este popular mâncatul de felii de ouă centenare așezate peste tofu rece cu katsuobushi, sos de soia, ulei de susan, în stil similar cu hiyayakko în Japonia. O variantă a acestei rețete din nordul Chinei este de a felia ouăle peste tofu moale, adăugând ghimbir tocat și ceapă verde, iar apoi sos de soia și ulei de susan după gust. Ouăle sunt, de asemenea, utilizate într-un fel de mâncare numit „ouă vechi și proaspete”, în care ouă centenare tocate sunt combinate cu ouă proaspete pentru a găti o omletă. Ouăle pot fi tăiate în bucăți și se amestecă și prăjesc cu legume, rețetă frecvent găsită în Taiwan.

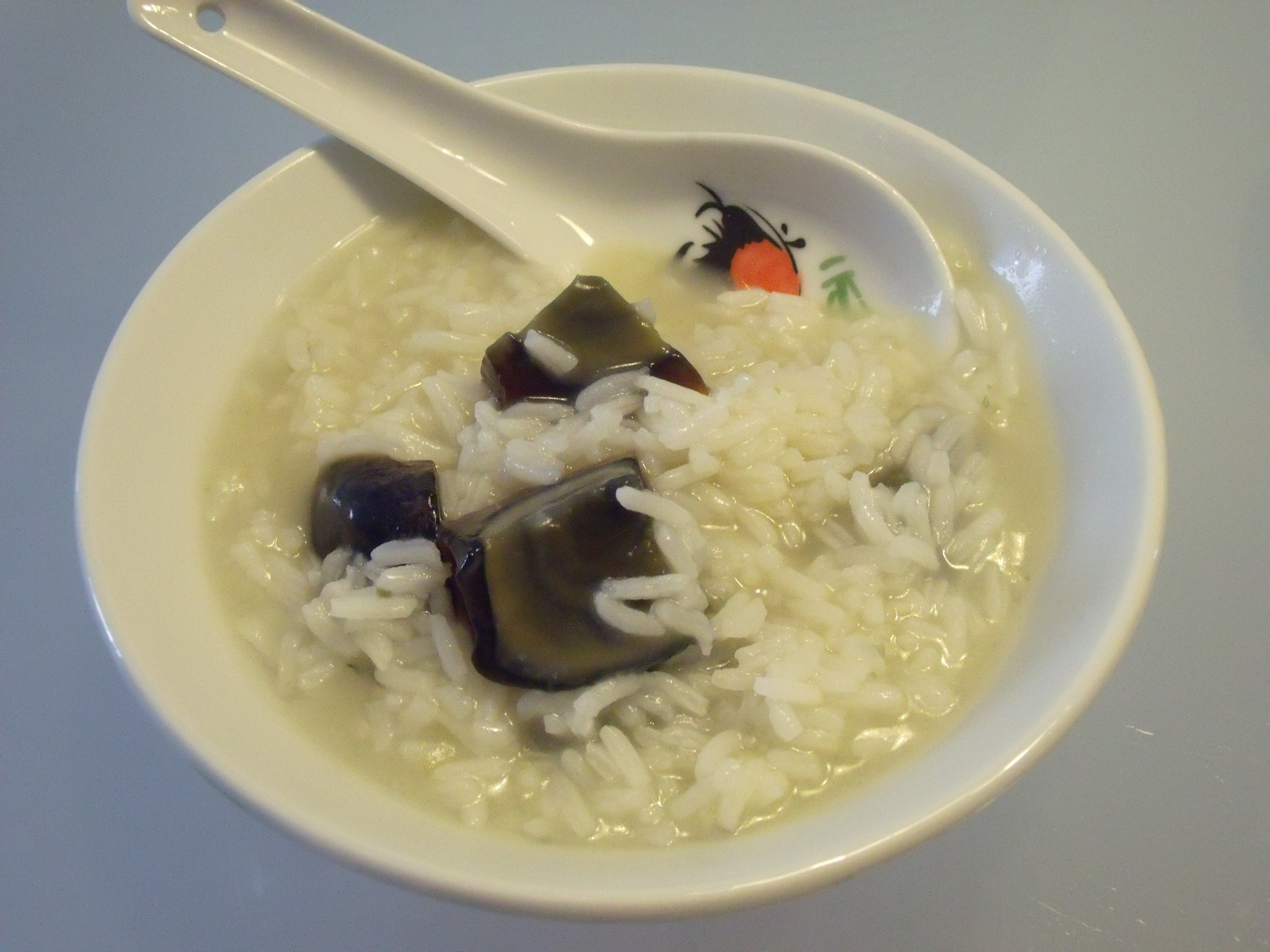
Congee cu ou centenar

În unele gospodării din China se taie în bucăți mici și se fierb cu terci de orez pentru a prepara „congee cu ou centenar și carne de porc” (chineză: 皮蛋瘦肉粥; pinyin: pídàn shòuròu zhōu). Acest fel este uneori servit în restaurante dim sum. Terciul de orez, carnea de porc slabă și oul centenar sunt principalele ingrediente. Ouăle curățate se taie în sferturi sau optimi și se fierb la foc mic cu șuvițe de carne de porc slabă condimentată și marinată, până când ambele ingrediente sunt gătite, iar apoi amestecate în congee. Bastoane de orez prăjit, youtiao, sunt de obicei consumate cu acest congee cu ou centenar. O altă variantă a acestui fel de mâncare este adăugarea de ouă de rață sărate în amestec.
La evenimente speciale, precum o petrecere de nuntă sau petreceri aniversare, la primul fel se servește un platou cu felii de carne de porc la grătar, praz murat, haliotis feliat, morcov murat, ridiche daikon murată, meduză asezonată, felii de carne de porc, felii de carne de cap de porc în aspic și sferturi de ouă centenare. Acest platou se numește lahng-poon în cantoneză, care înseamnă „fel de mâncare rece”.

## Concepții greșite și etimologie

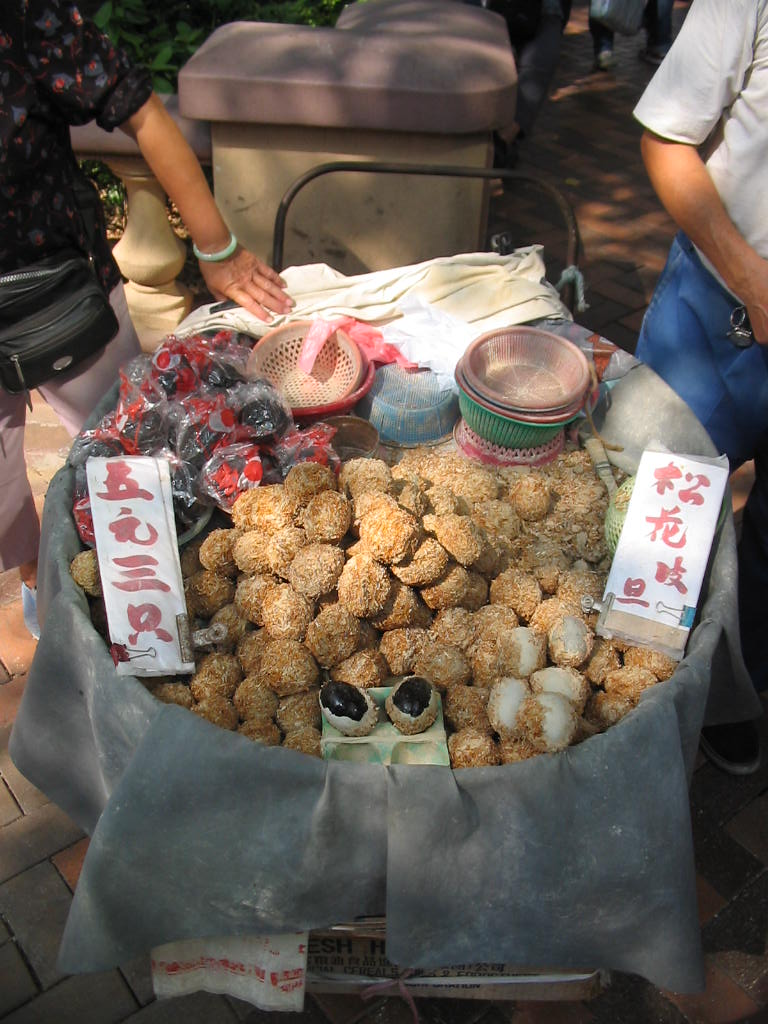
Ouă centenare de vânzare în China continentală.

În conformitate cu o concepție greșită comună, ouăle centenare sunt, sau au fost cândva, preparate prin înmuierea ouălor în urină de cal. Mitul poate să fi apărut în urma mirosului urinei, de amoniac și alte amine, substanțe rezultate în urma reacțiilor chimice folosite pentru a produce ouă centenare. Cu toate acestea, acest mit este nefondat, deoarece urina de cal are un pH care variază de la 7,5 la 7,9 și, prin urmare, nu ar putea fi folosită în acest proces.
În limbile thailandeză și laoțiană, o denumire comună pentru oul centenar se traduce ca „ou în urină de cal”, din cauza mirosului distinct de urină:
- thailandeză ไข่เยี่ยวม้า [kʰàj jîaw máː] (RTGS: khai yiao ma)
- laoțiană ໄຂ່ຍ່ຽວມ້າ [kʰāj ɲīaw mâː]

## Siguranță alimentară
Au fost folosite metale grele pentru a accelera procesul, cu scopul de a crea un profit mai mare într-un timp mai scurt și de a crește în mod artificial calitatea ouălor conservate. Această metodă era o practică uzuală în unele fabrici mici, dar a devenit utilizată din ce în ce mai mult în China și i-a forțat pe mulți producători onești să scrie pe etichetele lor „fără plumb”, după un scandal mare din 2013. Multe fabrici de producție din China utilizau sulfat de cupru de calitate industrială, dar care era contaminat cu arsenic, plumb, cadmiu și alte metale grele și substanțe chimice toxice, pentru a face ouăle mai translucide, a reduce mirosul, a crea o textură fină și a mări viteza procesului.
Guvernul chinez a încercat în ultima perioadă reglementarea aditivilor alimentari și certificarea untiăților de producție care respectă legea pentru a combate incidente de siguranță alimentară rezultate din relele practici de fabricație.